# A Good Heart (Feargal Sharkey)
A Good Heart è un singolo del cantante britannico Feargal Sharkey, pubblicato nel settembre 1985 come primo estratto dall'album eponimo di debutto.  Autrice del brano A Good Heart è Maria McKee.
Il singolo, uscito su etichetta discografica Virgin Records e prodotto da David A. Stewart degli Eurythmics, raggiunse i primi posti delle classifiche in vari Paesi europei: si tratta del singolo di maggiore successo dell'artista, unico a piazzarsi al primo posto nel Regno Unito.

## Descrizione
(A Good Heart (1985))
Ad ispirare a Maria McKee il testo del brano fu la fine della sua relazione con Benmont Tench, tastierista del gruppo Tom Petty & the Heartbreakers.
Il brano fu affidato all'ex-leader del gruppo punk The Undertones Feargal Sharkey, che precedentemente aveva debuttato da solista con i singoli Listen to Your Father e Loving You. A Good Heart rappresentò dunque il terzo singolo da solista di Sharkey.
Oltre che nel Regno Unito, il singolo raggiunse il primo posto delle classifiche in Belgio. Fu inoltre secondo in classifica nei Paesi Bassi e terzo in classifica in Nuova Zelanda e in Svizzera.

## Tracce
7"
1. A Good Heart – 4:39 (Maria McKee)
2. Anger Is Holy – 2:20

12" Maxi
1. A Good Heart – 4:39 (Maria McKee)
2. Ghost Train Blues – 3:08
3. Anger Is Holy – 2:20

## Classifiche
| Classifica    | Posizione massima | Nr. di settimane |
| ------------- | ----------------- | ---------------- |
| Austria       | 13                | 6                |
| Belgio        | 1                 | 14               |
| Germania      | 4                 | 14               |
| Norvegia      | 6                 | 10               |
| Nuova Zelanda | 3                 | 16               |
| Paesi Bassi   | 2                 | 14               |
| Regno Unito   | 1                 |                  |
| Stati Uniti   | 74                |                  |
| Svizzera      | 3                 | 10               |

## Cover
I seguenti artisti (in ordine alfabetico) hanno inciso o eseguito pubblicamente una cover del brano:
- Hope & Social con Chris Helme (2014)
- Kris MacKay (1989)[7][8]
- Maria McKee (2006)

## Il brano nella cultura di massa
- Il brano, nell'interpretazione di Kris MacKay è stato incluso nella colonna sonora del film del 1989, diretto da Rowdy Herrington e con protagonista Patrick Swayze, Il duro del Road House[7][8]
- Il brano è stato inserito nel vol. 3 della serie di videogiochi per PlayStation SingStar, pubblicato nel 2008[9]